# Giro delle Alpi Apuane
Il Giro delle Alpi Apuane era una corsa in linea maschile di ciclismo su strada, che si svolse nella provincia di Massa-Carrara, in Italia, dal 1919 al 1960. 
Di rado organizzata per professionisti, era infatti spesso prova del circuito dilettanti mentre, da quando fu istituito il Trofeo dell'U.V.I., fu appuntamento fisso di questo challenge, divenendo una delle prove più ambite del circuito indipendenti. Con la fine di questa categoria e del Trofeo, la corsa si estinse definitivamente nel 1960.

## Albo d'oro
Aggiornato all'edizione 1960.
| Anno      | Vincitore          | Secondo              | Terzo                |
| --------- | ------------------ | -------------------- | -------------------- |
| 1919      | Emilio Petiva      | Domenico Schierano   | Antonio de Michiel   |
| 1920      | Bartolomeo Aymo    | Giuseppe Santhià     | Giosuè Lombardi      |
| 1921-1932 | non disputato      | non disputato        | non disputato        |
| 1933      | Orlando Teani      | Fernando Giusti      | Oreste Boccaccio     |
| 1934      | Mario Cipriani     | Aurelio Scazzola     | Augusto Como         |
| 1935      | Amerigo Agati      | Decimo Galli         | Luciano Ficozzi      |
| 1936-1948 | non disputato      | non disputato        | non disputato        |
| 1949      | Gino Campigli      | ?                    | ?                    |
| 1950      | Paolo Bernardini   | ?                    | ?                    |
| 1951      | Lido Sartini       | Waldemaro Bartolozzi | Mauro Gianneschi     |
| 1952      | Nello Dal Poggetto | ?                    | ?                    |
| 1953      | Vasco Ciapini      | Pasquale Benedettini | Silvano Lunardi      |
| 1954      | Giuseppe Buratti   | Luciano Ciancola     | Franco Aureggi       |
| 1955      | Ugo Massocco       | Firio Guesti         | Waldemaro Bartolozzi |
| 1956      | Guido Carlesi      | Waldemaro Bartolozzi | Adriano Torrini      |
| 1957      | Armando Pellegrini | Giuseppe Fallarini   | Alberto Negro        |
| 1958      | Luigi Zaimbro      | Augusto Giorgio      | Antonio Toniolo      |
| 1959      | Carlo Azzini       | Vinicio Marsili      | Walter Almaviva      |
| 1960      | Addo Kazianka      | Giuseppe Fallarini   | Noè Conti            |